# YUI (歌手)
yui（ユイ、1987年3月26日 - ）は、日本のシンガーソングライター。2004年から2012年まではYUIとしてソロとして活動し、2013年からはロックバンド・FLOWER FLOWERのボーカリスト兼ギタリスト、yuiとして活動している。
所属レコード会社はgr8!records。所属事務所はスターダストプロモーション。血液型はAB型。身長155cm。

## 略歴
福岡県古賀市出身。物心が付く前から父はおらず、母子家庭で育った。小学生の頃から歌手になりたいと思っており、オフィシャルサイトでは「私は、母の影響もあって、小さい頃から『歌うこと』が大好きでした」と語っている。その後、中学3年生の頃から母親に影響を受けてノートに詩を書きためる。その頃、アヴリル・ラヴィーンのデビューアルバム『Let Go』に出会い、衝撃を受ける。後に「ほとんど邦楽しか聴いたことがなかったので、今まで聞いてきた音楽とは、全く違っていて、私と年齢も近い人がこんなにカッコいい音を自分で作っているんだ、という事も知って、さらに衝撃を受けました」と語っている。
高校には進学したが、学費を稼ぐためのアルバイトで体調を崩して入院し、退院後に中退。その後、ストリートライブを行っていたビアンコネロに話しかけ、地元の音楽塾ヴォイスの存在を知り、通いつめてギターと曲作りを学び始める。自宅の布団の上であぐらをかきながらギターの練習をし、覚えたてのコードで曲作りを始め、初の自作曲「Why me」を制作。福岡市天神の路上でもあぐらをかきながらギターの弾き語りを始め、知り合いのライブの前座や音楽塾関係のイベントでライブハウスにも出演するようになる。
2004年3月に塾関係者の勧めでソニーミュージックグループのSDオーディションに応募し、約2万人の応募者の中から10人の中に残り、最終審査を受ける。この時も普段の路上ライブと同様にあぐらをかいてギター弾き語りで自作曲を披露した。2曲演奏する審査で「Why me」と「It's happy line」を歌ったが、どうしても聴いてもらいたい思いから、そのときまだ歌詞の無かった「I know」を短縮で追加して披露、審査員の全員が最高点をつける。3曲歌ったことで怒られそうになったため急いで帰ったが、後で結局オーディションのスタッフから怒られてしまった。その後、ソニーミュージックグループの各レーベルで争奪戦となり、デビューが決まる。
デビューへ向けた準備中の夏前に「feel my soul」の原曲を作る。東京と福岡を往復する生活が続くが、後にドラマタイアップが決まり、秋に上京する。12月24日に地元の九州地区限定でシングル「It's happy line」をインディーズレーベルから1000枚のみ発売する。

### 2005年 - 2006年： メジャーデビュー - 映画『タイヨウのうた』で主演
2005年2月23日、1stシングル「feel my soul」を発売し、メジャーデビュー。表題曲はフジテレビ系ドラマ『不機嫌なジーン』の主題歌に起用された。

6月22日、2ndシングル「Tomorrow's way」を発売。表題曲は松竹系映画『HINOKIO』の主題歌に起用された。
11月9日、3rdシングル「LIFE」を発売。表題曲はテレビ東京系アニメ『BLEACH』のエンディングテーマに起用された。
2006年1月18日、4thシングル「TOKYO」を発売。2月22日には、1stアルバム『FROM ME TO YOU』を発売。
3月21日から4月18日にかけて初のライブツアー『YUI First Tour 2006 「7 street」 〜LIVE LIFE LOVE〜』を開催。
6月17日公開の松竹系映画『タイヨウのうた』に主演で出演し、女優デビュー。中規模公開の映画にも関わらず、興行収入11億円を突破するヒットとなる。6月14日には、映画の役とリンクさせた「YUI for 雨音 薫」名義で、5thシングル「Good-bye days」を発売。表題曲は同映画の主題歌に起用され、カップリングの2曲は同映画の挿入歌に起用された。6月26日付オリコン週間シングルチャートで初登場3位を記録し、シングル・アルバムを通じて自身初のトップ3入りとなった。
9月20日、6thシングル「I remember you」を発売。10月2日付オリコン週間シングルチャートで初登場2位となり、自己最高記録を更新した。

### 2007年 - 2008年： 『CAN'T BUY MY LOVE』の発売 - リフレッシュ休暇
2007年1月17日、7thシングル「Rolling star」を発売。表題曲はテレビ東京系アニメ『BLEACH』のオープニングテーマに起用された。
2月16日、第30回日本アカデミー賞にて、『タイヨウのうた』で新人俳優賞を受賞。
3月7日、8thシングル「CHE.R.RY」を発売。表題曲はau by KDDI「LISMO!」のCMソングに起用された。
4月4日、2ndアルバム『CAN'T BUY MY LOVE』を発売。4月16日付オリコン週間アルバムチャートで初登場1位を獲得し、シングル・アルバムを通じて自身初の1位獲得となった。
4月13日から6月1日にかけてライブツアー『YUI 2nd Tour 2007 "Spring & Jump" 〜CAN'T BUY MY LOVE〜』を開催。
6月13日、9thシングル「My Generation/Understand」を発売。「My Generation」はテレビ朝日系ドラマ『生徒諸君!』の主題歌に起用され、「Understand」はビターズ・エンド配給映画『サイドカーに犬』の主題歌に起用された。6月25日付オリコン週間シングルチャートで初登場1位を獲得し、シングルでは自身初の1位獲得となった。
9月26日、10thシングル「LOVE & TRUTH」を発売。表題曲は東宝系映画『クローズド・ノート』の主題歌に起用された。10月8日付オリコン週間シングルチャートで初登場1位を獲得し、2作連続の1位獲得となった。
11月14日、ライブビデオ『Thank you My teens』を発売。11月19日には、自身初となる日本武道館ライブ『YUI Live 2007 at Nippon Budokan』を開催。
2008年2月27日、11thシングル「Namidairo」を発売。表題曲はテレビ朝日系ドラマ『4姉妹探偵団』の主題歌に起用された。
3月19日、配信限定シングル「Laugh away」を発売。表題曲は江崎グリコ「ウォータリングキスミントガム」のCMソングに起用された。
4月9日、3rdアルバム『I LOVED YESTERDAY』を発売。収録曲の「OH YEAH」はフジテレビ系『めざにゅ〜』のテーマソングに起用された。4月21日付オリコン週間アルバムチャートで初登場1位を獲得し、2作連続の1位獲得となった。
7月2日、12thシングル「SUMMER SONG」を発売。7月14日付オリコン週間シングルチャートで初登場1位を獲得し、2作ぶりの1位獲得となった。
5月5日から7月19日にかけてライブツアー『YUI 3rd Tour 2008 "oui" 〜I LOVED YESTERDAY〜』を開催。
8月29日、制作活動に専念するため、リフレッシュ休暇に入ることを発表。これに伴い、秋に開催予定だったファンクラブツアーの中止も発表され、オフィシャルファンクラブ「YUI-net.club」の新規入会・継続の受付を停止し、会員の希望者には会費の全額返金も行われた。
11月12日、4thアルバム（カップリングベスト）『MY SHORT STORIES』を発売。収録曲の「I'll be」はSONY WALKMAN「Play You.」キャンペーンのテーマソングに起用された。11月24日付オリコン週間アルバムチャートで初登場1位を獲得。女性アーティストのカップリング集による1位獲得は史上2人目の記録となった。

### 2009年 - 2010年： 活動再開 - 『HOLIDAYS IN THE SUN』の発売
2009年3月3日、ステレオポニーに「I do it」を提供することを発表。自身初の楽曲提供となった。
6月3日、13thシングル「again」を発売し、活動を再開。表題曲はMBS・TBS系アニメ『鋼の錬金術師 FULLMETAL ALCHEMIST』のオープニングテーマに起用された。6月15日付オリコン週間シングルチャートで初登場1位を獲得。初動売上は自身初の10万枚突破となり、自己最高記録を更新した。
7月31日、ロック・フェスティバル『ROCK IN JAPAN FESTIVAL』に5年連続で出演。活動再開後では初めて公の場に登場した。
10月7日、14thシングル「It's all too much/Never say die」を発売。「It's all too much」は東宝系映画『カイジ 人生逆転ゲーム』の主題歌に起用され、「Never say die」は同映画の劇中歌に起用された。10月19日付オリコン週間シングルチャートで初登場1位を獲得。女性シンガーソングライターによるシングルでの3作連続1位は史上3人目の記録となった。
2010年1月20日、15thシングル「GLORIA」を発売。表題曲はベネッセコーポレーション「進研ゼミ高校講座」のCMソングに起用された。2月1日付オリコン週間シングルチャートで初登場1位を獲得。女性シンガーソングライターによるシングルでの4作連続1位は史上2人目の記録となった。
6月2日、16thシングル「to Mother」を発売。表題曲ではピアノを演奏する姿を初めて披露した。6月14日付オリコン週間シングルチャートで初登場1位を獲得し、5作連続の1位獲得となった。
6月4日、テレビ朝日系『ミュージックステーション』に出演。テレビ番組への出演は約2年ぶりで、活動再開後では初となった。
7月14日、5thアルバム『HOLIDAYS IN THE SUN』を発売。収録曲の「Please Stay With Me」はフジテレビ系ドラマ『夏の恋は虹色に輝く』の挿入歌に起用された。7月26日付オリコン週間アルバムチャートで初登場1位を獲得し、4作連続の1位獲得となった。
9月12日から11月2日にかけてライブツアー『YUI 4th Tour 2010 〜HOTEL HOLIDAYS IN THE SUN〜』を開催。ツアー終了後に、WALKMAN「Play You.」の企画でスウェーデンへ渡った。
11月24日、17thシングル「Rain」を発売。表題曲はフジテレビ系ドラマ『パーフェクト・リポート』の主題歌に起用された。12月6日付オリコン週間シングルチャートで初登場2位となり、連続1位獲得数は5作でストップした。

### 2011年 - 2012年： 『HOW CRAZY YOUR LOVE』の発売 - YUIとしての活動休止
2011年1月26日、18thシングル「It's My Life/Your Heaven」を発売。「It's My Life」はユーキャンの2011年CMキャンペーンソングに起用され、「Your Heaven」はSONY WALKMAN「Play You. キミの知らない音 project」のCMソングに起用された。
3月9日、ライブビデオ『HOTEL HOLIDAYS IN THE SUN』を発売。6月1日には、19thシングル「HELLO 〜Paradise Kiss〜」を発売。表題曲はワーナー・ブラザース配給映画『パラダイス・キス』の主題歌に起用され、カップリング曲の「YOU」は同映画のエンディングテーマに起用された。
6月26日、香港のアジアワールドアリーナで自身初となる海外ライブ『YUI LIVE 2011 〜Hong Kong HOTEL HOLIDAYS IN THE SUN〜』を開催。
10月5日、20thシングル「Green a.live」を発売。10月17日付オリコン週間シングルチャートで初登場1位を獲得し、4作ぶりの1位獲得となった。
11月2日、6thアルバム『HOW CRAZY YOUR LOVE』を発売。収録曲の「Lock On」はTBS系ドラマ『怪盗ロワイヤル』の主題歌に起用された。11月14日付オリコン週間アルバムチャートで初登場1位を獲得し、5作連続の1位獲得となった。
2012年3月28日、ライブビデオ『Cruising 〜HOW CRAZY YOUR LOVE〜』を発売。4月9日付オリコン週間BDチャートで初登場1位を獲得した。
9月5日、21stシングル「fight」を発売。表題曲は第79回NHK全国学校音楽コンクール中学校の部課題曲に起用された。
10月24日、自身監修によるトリビュート・アルバム『SHE LOVES YOU』を発売。
11月19日、公式サイトで年内での活動休止を記した直筆のメッセージを公開。
12月5日、ベストアルバム『GREEN GARDEN POP』『ORANGE GARDEN POP』を発売。
12月7日、フジテレビ系『僕らの音楽』に出演し、活動休止について語った。
12月31日、『NHK紅白歌合戦』に「Good-bye days」で初出場。深夜から未明にかけて放送されたTBS系『CDTVスペシャル 年越しプレミアライブ 2012→2013』に出演。これをもってYUIとしての活動を休止した。本人によると、休止の理由として、制作における摩擦が積み重なっていったこと、また、結果的にYUIというものが大きくなったことを挙げ、限界だな、と思ったと言う。ただし、ポジティブなものとして受け止めてもらいたいと述べている。

### 2013年 - 2020年：「FLOWER FLOWER」
2013年4月2日、ロックバンド『FLOWER FLOWER』のボーカルとして5月4日から活動を再開することが発表された。また、再始動を機に、それまでのYUIというアーティスト名を小文字表記の『yui』に変更することも併せて発表された。ロングヘアだった髪を切って金髪ショートヘアにして、大幅なイメージチェンジを図った。
2014年3月5日、パニック障害の診断を受け、2014年5月3 - 5日にさいたまスーパーアリーナで開催される予定の「VIVA LA ROCK」の出演をFLOWER FLOWERとして取りやめる旨を、FLOWER FLOWERの公式ブログで発表。しばらく療養しながらゆっくり過ごす旨を本人も記載。
2017年6月、ライブ活動を再開。2018年5月18日、テレビ朝日系『ミュージックステーション』にバンドとして初出演を果たす（ソロ時代を含めると実に約5年半ぶりの出演）。
5月20日、新宿ピカデリーにて映画『ミッドナイト・サン 〜タイヨウのうた〜』の公開後のトークショーに小泉徳宏監督と共にゲスト出演（リメイク元の「タイヨウのうた」から実に12年ぶり）。5月21日、TOKYO FM『大家志津香のエン活！』にて「TIMELESS SESSONS SPECIAL」と題して矢井田瞳と初対談（yuiが初めて買ったCDが矢井田瞳のCDでもある）。
2019年8月31日にInstagram を開設。9月11日、インスタライブにて札幌市の狸商店街でゲリラ的路上ライブを行った（2008年にも同じ場所にて路上ライブを行っている）。
11月、相模鉄道（相鉄）がYouTubeで公開した都心直通記念ムービー「100 YEARS TRAIN」 内で流れる、くるり「ばらの花」とサカナクション「ネイティブダンサー」のマッシュアップ曲をodolのミゾベリョウと共に歌った（同曲は12月25日よりFRIENDSHIP.を通し、各音楽配信サイトにて配信されている）。
2020年2月14日、テレビ朝日系『ミュージックステーション』にFLOWER FLOWERとして二度目の出演。新曲の「夢」と「CHE.R.RY」を披露。
7月15日、アベンジャーズ的バンド、クレイユーキーズの新曲「道 with yui(FLOWER FLOWER)」の楽曲に参加する。
8月29日、クレイユーキーズ with yui（FLOWER FLOWER）がYouTube上で無料配信ライブを開催。ソロ時代の曲「SUMMER SONG」も披露された。

### 2020年 - 現在 ：YUI再始動
11月13日、YouTube上の配信ライブ『THE FIRST TAKE FES vol.2』にて「YUI」として8年ぶりに活動。「TOKYO」と、サポーターに佐藤嘉風を迎えた「CHE.R.R.Y」の二曲を一発撮りで披露した。それと同時に、ソニーミュージックによるYUI公式サイト「YUI-net YUI OFFICIAL WEBSITE.」も約5年ぶりに更新された。
2021年2月24日、YUIメジャーデビュー15周年を記念したセルフカバーミニアルバム「NATURAL」をリリース。（「feel my soul」「CHE.R.RY」「Rolling star」「Good-bye days」「GLORIA」「SUMMER SONG」の6曲をFLOWER FLOWERのメンバーとともにリアレンジしている）
2021年頃はクレイユーキーズ with yuiとしてシングルリリースやYouTubeにてオンラインライブ配信をする事が多かった。
2024年5月15日にリリースされる〜羊毛とおはなトリビュート〜「まなざし」内に参加。担当するのは「はだかのピエロ」。

## 人物
好きなアーティストは、シェリル・クロウ、ミシェル・ブランチ、アラニス・モリセット、アヴリル・ラヴィーン、スティング、エリック・クラプトン、ダイド、U2、矢井田瞳など。
趣味は映画鑑賞、読書、バドミントン。
2015年4月17日、「FLOWER FLOWER」の公式サイトにおいて、建築関係の会社に勤める同年代の男性と3月末に結婚し、妊娠中であることを報告した。同年8月9日、一卵性の双子の男児を出産したことを報告。2017年10月26日、別居期間を経て、話し合いの末、8月に離婚していたことが報道された。
2018年9月、シングルマザーとして音楽活動と育児にまい進するyuiの支えとなったスポーツジムでパーソナルトレーナーを務める30代男性と再婚。妊娠５か月で、三児の母となることを報じられた。2019年2月上旬、第4子となる女児を出産したことを報じられる（それと同時に第3子の男児もいたことも発覚する）。第3子の出産時期は報じられてないが、2016年10月20日に「新しい家族が増えました」とFLOWER FLOWERの公式ブログで報告しており、2016年はライブ活動を休止していた。第4子の出産の影響で2019年7月までライブ活動を休止した。
楽曲制作の際にでたらめな英語を口ずさむため、スタッフからその言葉を「YUI語」と呼ばれている。

## 使用楽器

### アコースティックギター
アコースティックギターは、YAMAHAのLS26とMartinの000-28V CTM EC Style（2010年製）の2本を主に使用している。MartinのD-28（1977年製）やHD-28V（2007年製）も所有している。また、過去にはFender AcousticのGA-45SCEやESA-10CEを使用していた。

### エレキギター
エレキギターはFenderのものを使用している。
- Classic '50s Stratocaster（2-Color Sunburst）- ブリッジやピックアップをヴィンテージタイプに変更している。

- American Standard Telecaster（Candy Cola）- 2008年頃から使用。ボディには自身のサインが純銀で刻まれている。

- Classic Player Jaguar Special HH（Olympic White）- 2008年のマツリ〜ナで使用した。そして2010年夏頃から頻繁に使用されている。

- Telecaster Thinine（Natural / 1974年製）- 2010年夏頃から使用。Fホールの中にタオルを入れている。

過去には、カスタムショップ製のTexas Specialが搭載されたClassic '50s Stratocaster（Black）やAmerican Telecaster（Chrome Red / 3-Color Sunburst）やSquierのStandard Fat Tele（Candy Apple Red）も使用していた。

### アンプ
アンプは、MATCHLESSのDC-30(グレイ色)を2010年夏頃から使用。それ以前は、FenderのSuper-Sonic 1-12 Combo BlondeとTwin Amp 01を楽曲によって選びながら使用していた。

### エフェクター
KLONのCENTAURとハンドメイドのクリーンブースターを使用している。ボリュームペダルはKORGのVP-10を使用している。アコースティックギターのプリアンプにはRADIALのPZ-PREを使用している。

### その他
4thアルバム『HOLIDAYS IN THE SUN』ではシェイカーを自身で使用している。
また、マイクロフォンはShureのSM58やBETA57Aを主に使用している。ワンマンライブでは以前に比べ、ワイヤレスマイクを使用する機会も増えている。

## 作品

### シングル
| #   | 発売日         | タイトル        | 規格 | 規格品番                   | オリコン | 初収録アルバム |
| --- | -------------- | --------------- | ---- | -------------------------- | -------- | -------------- |
| 1st | 2004年12月24日 | It's happy line | CD   | LT-001（九州地区限定販売） | 圏外     | Good-bye days  |

| #    | 発売日         | タイトル                        | 規格   | 規格品番                        | オリコン | 初収録アルバム      |
| ---- | -------------- | ------------------------------- | ------ | ------------------------------- | -------- | ------------------- |
| 1st  | 2005年2月23日  | feel my soul                    | CD     | SRCL-5880                       | 8位      | FROM ME TO YOU      |
| 2nd  | 2005年6月22日  | Tomorrow's way                  | CD     | SRCL-5929                       | 15位     | FROM ME TO YOU      |
| 3rd  | 2005年11月9日  | LIFE                            | CD     | SRCL-6067                       | 9位      | FROM ME TO YOU      |
| 4th  | 2006年1月18日  | TOKYO                           | CD     | SRCL-6222                       | 15位     | FROM ME TO YOU      |
| 5th  | 2006年6月14日  | Good-bye days                   | CD     | SRCL-6278                       | 3位      | CAN'T BUY MY LOVE   |
| 6th  | 2006年9月20日  | I remember you                  | CD+DVD | SRCL-6421〜22（初回生産限定盤） | 2位      | CAN'T BUY MY LOVE   |
| 6th  | 2006年9月20日  | I remember you                  | CD     | SRCL-6423（通常盤）             | 2位      | CAN'T BUY MY LOVE   |
| 7th  | 2007年1月17日  | Rolling star                    | CD     | SRCL-6468                       | 4位      | CAN'T BUY MY LOVE   |
| 8th  | 2007年3月7日   | CHE.R.RY                        | CD+DVD | SRCL-6511〜12（初回生産限定盤） | 2位      | CAN'T BUY MY LOVE   |
| 8th  | 2007年3月7日   | CHE.R.RY                        | CD     | SRCL-6513（通常盤）             | 2位      | CAN'T BUY MY LOVE   |
| 9th  | 2007年6月13日  | My Generation/Understand        | CD     | SRCL-6565                       | 1位      | I LOVED YESTERDAY   |
| 10th | 2007年9月26日  | LOVE & TRUTH                    | CD+DVD | SRCL-6633〜34（初回生産限定盤） | 1位      | I LOVED YESTERDAY   |
| 10th | 2007年9月26日  | LOVE & TRUTH                    | CD     | SRCL-6635（通常盤）             | 1位      | I LOVED YESTERDAY   |
| 11th | 2008年2月27日  | Namidairo                       | CD+DVD | SRCL-6736〜37（初回生産限定盤） | 3位      | I LOVED YESTERDAY   |
| 11th | 2008年2月27日  | Namidairo                       | CD     | SRCL-6738（通常盤）             | 3位      | I LOVED YESTERDAY   |
| 12th | 2008年7月2日   | SUMMER SONG                     | CD+DVD | SRCL-6817〜18（初回生産限定盤） | 1位      | HOLIDAYS IN THE SUN |
| 12th | 2008年7月2日   | SUMMER SONG                     | CD     | SRCL-6819（通常盤）             | 1位      | HOLIDAYS IN THE SUN |
| 13th | 2009年6月3日   | again                           | CD+DVD | SRCL-7037〜38（初回生産限定盤） | 1位      | HOLIDAYS IN THE SUN |
| 13th | 2009年6月3日   | again                           | CD     | SRCL-7039（通常盤）             | 1位      | HOLIDAYS IN THE SUN |
| 14th | 2009年10月7日  | It's all too much/Never say die | CD+DVD | SRCL-7132〜33（初回生産限定盤） | 1位      | HOLIDAYS IN THE SUN |
| 14th | 2009年10月7日  | It's all too much/Never say die | CD     | SRCL-7134（通常盤）             | 1位      | HOLIDAYS IN THE SUN |
| 15th | 2010年1月20日  | GLORIA                          | CD+DVD | SRCL-7198〜99（初回生産限定盤） | 1位      | HOLIDAYS IN THE SUN |
| 15th | 2010年1月20日  | GLORIA                          | CD     | SRCL-7200（通常盤）             | 1位      | HOLIDAYS IN THE SUN |
| 16th | 2010年6月2日   | to Mother                       | CD+DVD | SRCL-7271〜72（初回生産限定盤） | 1位      | HOLIDAYS IN THE SUN |
| 16th | 2010年6月2日   | to Mother                       | CD     | SRCL-7273（通常盤）             | 1位      | HOLIDAYS IN THE SUN |
| 17th | 2010年11月24日 | Rain                            | CD+DVD | SRCL-7471〜72（初回生産限定盤） | 2位      | HOW CRAZY YOUR LOVE |
| 17th | 2010年11月24日 | Rain                            | CD     | SRCL-7473（通常盤）             | 2位      | HOW CRAZY YOUR LOVE |
| 18th | 2011年1月26日  | It's My Life/Your Heaven        | CD+DVD | SRCL-7527〜28（初回生産限定盤） | 3位      | HOW CRAZY YOUR LOVE |
| 18th | 2011年1月26日  | It's My Life/Your Heaven        | CD     | SRCL-7529（通常盤）             | 3位      | HOW CRAZY YOUR LOVE |
| 19th | 2011年6月1日   | HELLO 〜Paradise Kiss〜         | CD+DVD | SRCL-7645〜46（初回生産限定盤） | 3位      | HOW CRAZY YOUR LOVE |
| 19th | 2011年6月1日   | HELLO 〜Paradise Kiss〜         | CD     | SRCL-7647（通常盤）             | 3位      | HOW CRAZY YOUR LOVE |
| 20th | 2011年10月5日  | Green a.live                    | CD+DVD | SRCL-7694〜95（初回生産限定盤） | 1位      | HOW CRAZY YOUR LOVE |
| 20th | 2011年10月5日  | Green a.live                    | CD     | SRCL-7696（通常盤）             | 1位      | HOW CRAZY YOUR LOVE |
| 21st | 2012年9月5日   | fight                           | CD+DVD | SRCL-8097〜98（初回生産限定盤） | 5位      | GREEN GARDEN POP    |
| 21st | 2012年9月5日   | fight                           | CD     | SRCL-8099（通常盤）             | 5位      | GREEN GARDEN POP    |

### フルアルバム
| #   | 発売日        | タイトル            | 規格   | 規格品番                        | オリコン |
| --- | ------------- | ------------------- | ------ | ------------------------------- | -------- |
| 1st | 2006年2月22日 | FROM ME TO YOU      | CD     | SRCL-6237                       | 4位      |
| 2nd | 2007年4月4日  | CAN'T BUY MY LOVE   | CD+DVD | SRCL-6520〜21（初回生産限定盤） | 1位      |
| 2nd | 2007年4月4日  | CAN'T BUY MY LOVE   | CD     | SRCL-6522（通常盤）             | 1位      |
| 3rd | 2008年4月9日  | I LOVED YESTERDAY   | CD+DVD | SRCL-6766〜67（初回生産限定盤） | 1位      |
| 3rd | 2008年4月9日  | I LOVED YESTERDAY   | CD     | SRCL-6768（通常盤）             | 1位      |
| 4th | 2010年7月14日 | HOLIDAYS IN THE SUN | CD+DVD | SRCL-7309〜10（初回生産限定盤） | 1位      |
| 4th | 2010年7月14日 | HOLIDAYS IN THE SUN | CD     | SRCL-7311（通常盤）             | 1位      |
| 5th | 2011年11月2日 | HOW CRAZY YOUR LOVE | CD+DVD | SRCL-7770〜71（初回生産限定盤） | 1位      |
| 5th | 2011年11月2日 | HOW CRAZY YOUR LOVE | CD     | SRCL-7772（通常盤）             | 1位      |

### コンピレーションアルバム
| #   | 発売日         | タイトル         | 規格        | 規格品番                        | オリコン |
| --- | -------------- | ---------------- | ----------- | ------------------------------- | -------- |
| 1st | 2008年11月12日 | MY SHORT STORIES | CD+DVD      | SRCL-6899〜00（初回生産限定盤） | 1位      |
| 1st | 2008年11月12日 | MY SHORT STORIES | CD          | SRCL-6901（通常盤）             | 1位      |
| 1st | 2009年9月2日   | MY SHORT STORIES | Blu-spec CD | SRCL-20050（完全生産限定盤）    | 1位      |

### トリビュートアルバム
| #   | 発売日         | タイトル      | 規格 | 規格品番  | オリコン |
| --- | -------------- | ------------- | ---- | --------- | -------- |
| 1st | 2012年10月24日 | SHE LOVES YOU | CD   | SRCL-8135 | 7位      |

### ベストアルバム
| #   | 発売日        | タイトル          | 規格            | 規格品番                        | オリコン |
| --- | ------------- | ----------------- | --------------- | ------------------------------- | -------- |
| 1st | 2012年12月5日 | GREEN GARDEN POP  | CD+フォトブック | SRCL-8195〜96（初回生産限定盤） | 2位      |
| 1st | 2012年12月5日 | GREEN GARDEN POP  | CD              | SRCL-8197（通常盤）             | 2位      |
| 2nd | 2012年12月5日 | ORANGE GARDEN POP | CD+フォトブック | SRCL-8198〜99（初回生産限定盤） | 3位      |
| 2nd | 2012年12月5日 | ORANGE GARDEN POP | CD              | SRCL-8200（通常盤）             | 3位      |

### ミニアルバム
| #   | 発売日        | タイトル | 規格       | 規格品番                         | オリコン |
| --- | ------------- | -------- | ---------- | -------------------------------- | -------- |
| 1st | 2021年2月24日 | NATURAL  | CD+Blu-ray | SRCL-11725〜26（初回生産限定盤） | 9位      |
| 1st | 2021年2月24日 | NATURAL  | CD         | SRCL-11727（通常盤）             | 9位      |

### 映像作品
| #   | 発売日         | タイトル                                  | 規格    | 規格品番                        | オリコン |
| --- | -------------- | ----------------------------------------- | ------- | ------------------------------- | -------- |
| 1st | 2006年11月22日 | タイヨウのうた スタンダード・エディション | DVD     | GNBD-1156                       | 11位     |
| 1st | 2006年11月22日 | タイヨウのうた プレミアム・エディション   | DVD     | GNBD-1157                       | 6位      |
| 2nd | 2007年11月14日 | Thank you My teens                        | DVD     | SRBL-1328                       | 4位      |
| 2nd | 2012年3月28日  | Thank you My teens                        | Blu-ray | SRXL-25                         | 4位      |
| 3rd | 2011年3月9日   | HOTEL HOLIDAYS IN THE SUN                 | DVD     | SRBL-1469                       | 2位      |
| 3rd | 2012年3月28日  | HOTEL HOLIDAYS IN THE SUN                 | Blu-ray | SRXL-26                         | 2位      |
| 4th | 2012年3月28日  | Cruising 〜HOW CRAZY YOUR LOVE〜          | DVD     | SRBL-1516                       | 6位      |
| 4th | 2012年3月28日  | Cruising 〜HOW CRAZY YOUR LOVE〜          | Blu-ray | SRXL-27                         | 1位      |
| 5th | 2015年7月29日  | FIND ME YUI Visual Best                   | 3DVD    | SRBL-1663〜65（初回生産限定盤） | 7位      |
| 5th | 2015年7月29日  | FIND ME YUI Visual Best                   | 2DVD    | SRBL-1666〜67（通常盤）         | 7位      |
| 5th | 2015年7月29日  | FIND ME YUI Visual Best                   | Blu-ray | SRXL-72（初回生産限定盤）       | 10位     |
| 5th | 2015年7月29日  | FIND ME YUI Visual Best                   | Blu-ray | SRXL-73（通常盤）               | 10位     |

### 提供楽曲
- ステレオポニー
  - I do it（作曲）
- S.O.S!〜sound of smile〜
  - 風が吹く（作詞・作曲）

### 参加作品
| 発売日         | 作品タイトル                                                             | アーティスト名       | 収録曲                    |
| -------------- | ------------------------------------------------------------------------ | -------------------- | ------------------------- |
| 2006年1月25日  | HIT STYLE                                                                | オムニバス           | feel my soul              |
| 2006年12月13日 | BLEACH THE BEST                                                          | サウンドトラック     | LIFE                      |
| 2008年3月5日   | Best of LISMO!                                                           | オムニバス           | CHE.R.RY                  |
| 2008年4月16日  | J-MOVIE SONGS                                                            | 映画主題歌           | Good-bye days             |
| 2008年7月2日   | ON One's WAY                                                             | SHENKY GUNS          | Tomorrow's way            |
| 2008年9月24日  | しあわせになれるうた                                                     | オムニバス           | Happy Birthday to you you |
| 2008年12月17日 | BLEACH BEST TUNES                                                        | アニメ主題歌         | Rolling star              |
| 2009年2月18日  | J-ポッパー伝説2［DJ和 in WHAT's IN? 20th MIX］                           | オムニバス           | Rolling star              |
| 2009年3月25日  | タイトルはLIFEです。                                                     | オムニバス           | LIFE                      |
| 2009年6月24日  | DRAMATIC PUNK-MOVIE                                                      | 6% is MINE           | Good-bye days             |
| 2009年10月14日 | 鋼の錬金術師 FULLMETAL ALCHEMIST Original Soundtrack 1                   | サウンドトラック     | again                     |
| 2010年7月28日  | 鋼の錬金術師 FULLMETAL ALCHEMIST FINAL BEST                              | サウンドトラック     | again                     |
| 2012年2月22日  | 桜オルゴール〜桜の木になろう〜                                           | オルゴール           | CHE.R.RY                  |
| 2012年2月22日  | ゼクシィ Presents 心をつなぐ Wedding Songs                               | ヒーリング           | CHE.R.RY                  |
| 2012年2月29日  | 鋼の錬金術師 THE BEST                                                    | アニメ主題歌         | again                     |
| 2012年12月5日  | 明日ノ行方                                                               | THE VOICE            | TOKYO                     |
| 2014年4月23日  | MOTHER 〜感謝〜                                                          | オムニバス           | to Mother                 |
| 2014年8月27日  | オールスター・ムービー・ヒッツ                                           | オムニバス           | Good-bye days             |
| 2015年1月21日  | サクラ ノ ピアノ ～ピアノインストで聴く桜ソング～                        | インストゥルメンタル | CHE.R.RY                  |
| 2015年9月16日  | 確かに本気の恋だった                                                     | オムニバス           | CHE.R.RY                  |
| 2017年7月5日   | ずっと好きでした。 presented by 胸キュンスカッと                         | オムニバス           | SUMMER SONG               |
| 2017年8月9日   | ラブとポップ ～好きだった人を思い出す歌がある～ mixed by DJ和            | DJ和                 | Good-bye days             |
| 2017年9月13日  | 確かにあの涙は恋だった。                                                 | オムニバス           | CHE.R.RY                  |
| 2018年7月11日  | SUMMER TRIP                                                              | FlowBack             | SUMMER SONG               |
| 2018年10月17日 | 確かにあの日々は恋だった。                                               | オムニバス           | CHE.R.RY                  |
| 2019年4月24日  | エガオとナミダ 〜あなたに寄り添う、優しい歌〜                            | オムニバス           | CHE.R.RY                  |
| 2019年10月9日  | 確かにあの瞬間は恋だった。                                               | オムニバス           | CHE.R.RY                  |
| 2021年1月27日  | Reflections                                                              | 城南海               | Good-bye days             |
| 2021年3月10日  | サクラ・アヴェニュー                                                     | オムニバス           | CHE.R.RY                  |
| 2021年10月20日 | 何処かの君に                                                             | 梶原岳人             | I remember you            |
| 2022年2月9日   | 君のためなら死ねる                                                       | 少年T                | CHE.R.RY                  |
| 2022年2月16日  | LOVE ～もういちど好きになってもいいですか?～ mixed by DJ和               | オムニバス           | CHE.R.RY                  |
| 2022年3月30日  | Girls Pop Parade 〜Happy Mix〜                                           | オムニバス           | CHE.R.RY                  |
| 2022年11月23日 | Love Story ～グッバイ・デイズ～                                          | オムニバス           | Good-bye days             |
| 2022年12月7日  | 懐-ナツ-エモティック J-POP 神BUZZ HIT SONGS 〜DJ KOO PLAYLIST MEGA MIX〜 | オムニバス           | CHE.R.RY                  |
| 2023年2月8日   | NOIXE                                                                    | ナノ                 | Rolling star              |
| 2023年3月8日   | ブラッシュアップライフ ～平成の答え合わせMIX～ By DJ和                   | DJ和                 | CHE.R.RY                  |

| 発売日         | 作品タイトル                                   | 主演俳優女優名     |
| -------------- | ---------------------------------------------- | ------------------ |
| 2006年6月2日   | タイヨウのうた×YUIと薫のうた                   | メイキング・ビデオ |
| 2007年9月5日   | 映画「クローズド・ノート」Music Movie with YUI | メイキング・ビデオ |
| 2007年12月21日 | サイドカーに犬                                 | 竹内結子           |
| 2008年5月21日  | 特命潜入! 赤川次郎ミステリー 4姉妹探偵団の秘密 | 夏帆               |
| 2008年7月2日   | 赤川次郎ミステリー 4姉妹探偵団 DVD-BOX         | 夏帆               |
| 2012年5月16日  | 怪盗ロワイヤル                                 | 松坂桃李           |

## タイアップ一覧
| 使用年 | 曲名                    | タイアップ                                                                 |
| ------ | ----------------------- | -------------------------------------------------------------------------- |
| 2005年 | feel my soul            | フジテレビ系月9ドラマ『不機嫌なジーン』主題歌                              |
| 2005年 | Tomorrow's way          | 松竹配給映画『HINOKIO』主題歌                                              |
| 2005年 | LIFE                    | テレビ東京系アニメ『BLEACH』エンディングテーマ（第52話 - 第63話）          |
| 2006年 | Good-bye days           | 松竹配給映画『タイヨウのうた』主題歌                                       |
| 2006年 | Skyline                 | 松竹配給映画『タイヨウのうた』挿入歌                                       |
| 2006年 | It's happy line         | 松竹配給映画『タイヨウのうた』挿入歌                                       |
| 2006年 | Rolling star            | テレビ東京系アニメ『BLEACH』オープニングテーマ（第98話 - 第120話）         |
| 2007年 | CHE.R.RY                | KDDI・沖縄セルラー電話『LISMO』2007年2月〜5月度CMソング                    |
| 2007年 | My Generation           | テレビ朝日系金曜9時枠ドラマ『生徒諸君!』主題歌                             |
| 2007年 | Understand              | ビターズ・エンド配給映画『サイドカーに犬』主題歌                           |
| 2007年 | LOVE & TRUTH            | 東宝配給映画『クローズド・ノート』主題歌                                   |
| 2008年 | Namidairo               | テレビ朝日系金曜9時枠ドラマ『赤川次郎ミステリー 4姉妹探偵団』主題歌        |
| 2008年 | Laugh away              | 江崎グリコ『ウォータリングキスミントガム』CMソング                         |
| 2008年 | OH YEAH                 | フジテレビ系『めざにゅ〜』2008年4月〜9月度テーマソング                     |
| 2008年 | I'll be                 | ソニー『ウォークマン「Play You.」』キャンペーンテーマソング                |
| 2009年 | again                   | TBS系アニメ『鋼の錬金術師 FULLMETAL ALCHEMIST』第1期オープニングテーマ     |
| 2009年 | It's all too much       | 東宝配給映画『カイジ 人生逆転ゲーム』主題歌                                |
| 2009年 | Never say die           | 東宝配給映画『カイジ 人生逆転ゲーム』劇中歌                                |
| 2010年 | GLORIA                  | ベネッセコーポレーション『進研ゼミ高校講座』CMソング                       |
| 2010年 | Please Stay With Me     | フジテレビ系月9ドラマ『夏の恋は虹色に輝く』挿入歌                          |
| 2010年 | Rain                    | フジテレビ系ドラマチック・サンデー『パーフェクト・リポート』主題歌         |
| 2011年 | It's My Life            | 『ユーキャン』2011年度キャンペーンCMソング                                 |
| 2011年 | Your Heaven             | ソニー『ウォークマン「Play You.」』キャンペーンテーマソング                |
| 2011年 | HELLO 〜Paradise Kiss〜 | ワーナー ブラザース ジャパン配給映画『パラダイス・キス』主題歌             |
| 2011年 | YOU                     | ワーナー ブラザース ジャパン配給映画『パラダイス・キス』エンディングテーマ |
| 2011年 | Green a.live            | TBS系『COUNT DOWN TV』2011年11月度オープニングテーマ                       |
| 2012年 | fight                   | 合唱コンクール『第79回NHK全国学校音楽コンクール』中学校の部課題曲          |
| 2012年 | fight                   | NHK『みんなのうた』2012年8・9月度放送曲                                    |
| 2018年 | CHE.R.RY                | テレビアニメ『ReLIFE 完結編』第15話エンディングテーマ                      |
| 2021年 | CHE.R.RY                | Netflix配信映画『彼女』劇中歌/予告CMソング                                 |
| 2022年 | Strobolights            | トヨタ自動車「アクア」CMソング                                             |
| 2024年 | GLORIA                  | ASSIGN「夜明け。」篇 TV-CMソング                                           |
| 2024年 | CHE.R.RY                | 日本マクドナルド「恋しちゃったんだ」篇 CMソング                            |

## ライブ

### 出演イベント
| 公演年 | タイトル                                                        | 公演日・会場                                                     |
| ------ | --------------------------------------------------------------- | ---------------------------------------------------------------- |
| 2005年 | ROCK IN JAPAN FESTIVAL 2005                                     | 08/07 国営ひたち海浜公園・sound of forest (茨城県)               |
| 2006年 | 夢チカLIVE VOL.16                                               | 02/25 札幌KRAPS HALL (北海道)                                    |
| 2006年 | ROCK IN JAPAN FESTIVAL 2006                                     | 08/06 国営ひたち海浜公園・sound of forest (茨城県)               |
| 2006年 | COUNTDOWN JAPAN 06/07 WEST                                      | 12/29 インテックス大阪・PLANET STAGE (大阪府)                    |
| 2007年 | COUNTDOWN JAPAN 06/07                                           | 01/01 幕張メッセ・国際展示場展示ホール1〜8・EARTH STAGE (千葉県) |
| 2007年 | ROCK IN JAPAN FESTIVAL 2007                                     | 08/03 国営ひたち海浜公園・sound of forest (茨城県)               |
| 2007年 | GIRL POP FACTORY 07                                             | 08/04 Zepp Tokyo (東京都)                                        |
| 2007年 | YOUNG FLAG 07                                                   | 10/12 Zepp Fukuoka (福岡県)                                      |
| 2007年 | COUNTDOWN JAPAN 07/08 WEST                                      | 12/31 インテックス大阪・AURORA STAGE (大阪府)                    |
| 2008年 | SUNSTAR Ora2 presents ROCK KIDS 802 SPECIAL LIVE -REQUESTAGE 6- | 04/27 大阪城ホール (大阪府)                                      |
| 2008年 | ROCK IN JAPAN FESTIVAL 2008                                     | 08/01 国営ひたち海浜公園・sound of forest (茨城県)               |
| 2009年 | ROCK IN JAPAN FESTIVAL 2009                                     | 07/31 国営ひたち海浜公園・sound of forest (茨城県)               |
| 2010年 | HIGHER GROUND 2010                                              | 07/24 国営海の中道海浜公園・野外劇場・EARTH Stage (福岡県)       |
| 2010年 | SETSTOCK'10                                                     | 07/31 国営備北丘陵公園・EAST STAGE (広島県)                      |
| 2010年 | ROCK IN JAPAN FESTIVAL 2010                                     | 08/07 国営ひたち海浜公園・sound of forest (茨城県)               |
| 2011年 | JOIN ALIVE 2011                                                 | 07/24 いわみざわ公園野外音楽堂キタオン・ROSE STAGE (北海道)      |
| 2011年 | ROCK IN JAPAN FESTIVAL 2011                                     | 08/06 国営ひたち海浜公園・sound of forest (茨城県)               |
| 2011年 | SUMMER SONIC 2011                                               | 08/14 舞洲SUMMER SONIC大阪特設会場・MOUNTAIN STAGE (大阪府)      |
| 2020年 | Rocks ForChile 2020 in TOYONAKA～子どもたちの夢の入口           | 11/07 服部緑地野外音楽堂 (大阪府)                                |
| 2020年 | THE FIRST TAKE FES vol.2                                        | 11/13 オンライン                                                 |
| 2022年 | COLORZ powered by SHEIN                                         | 08/21 日比谷野外大音楽堂 (東京都)                                |

## メディア出演

### NHK紅白歌合戦出場歴
| 年度   | 放送回 | 回 | 曲目          | 出場順 | 対戦相手   | 備考 |
| ------ | ------ | -- | ------------- | ------ | ---------- | ---- |
| 2012年 | 第63回 | 初 | Good-bye days | 19/25  | 氷川きよし |      |

### ラジオ
| 放送局              | 番組名                                         | 放送時間                                                  | 放送期間                       |
| ------------------- | ---------------------------------------------- | --------------------------------------------------------- | ------------------------------ |
| fm fukuoka          | YUIのGirl's Fight!                             | 毎週金曜日 21:00 - 21:30                                  | 2004年10月1日 - 2005年9月30日  |
| TOKYO FM ・ JFN系列 | YUI LOCKS! （SCHOOL OF LOCK!内 ARTIST LOCKS!） | 毎月第4月 - 木曜日 22:20 - 22:30 （GIRLS LOCKS!の時間帯） | 2006年10月23日 - 2007年3月29日 |
| TOKYO FM ・ JFN系列 | YUI LOCKS! （SCHOOL OF LOCK!内 ARTIST LOCKS!） | 毎週木曜日 23:08 - 23:25                                  | 2007年4月5日 - 2008年5月29日   |
| TOKYO FM ・ JFN系列 | YUI LOCKS! （SCHOOL OF LOCK!内 ARTIST LOCKS!） | 毎週月曜日 23:08 - 23:25                                  | 2010年6月21日 - 2010年9月27日  |

### インターネットラジオ
- YUI RADIO（公式サイトで配信、更新は不定期）
  - リスナーからのメールを読みながらYUIと茂蔵がトークを交え、合間に自身の楽曲を数曲流している。
  - テキスト放送になる場合があり、シングル・アルバムの発売時には映像付きで期間限定配信されたこともあった。

### 映画
- タイヨウのうた（2006年6月17日公開） - 主演・雨音 薫 役

### テレビドラマ
- 怪盗ロワイヤル 最終話（2011年12月23日、TBS） - 本人 役（友情出演）

## 受賞
- 第20回日本ゴールドディスク大賞ニュー・アーティスト・オブ・ザ・イヤー[66]
- 第30回日本アカデミー賞新人俳優賞（『タイヨウのうた』）[19][67]
- 第11回日本インターネット映画大賞日本映画部門新人賞（『タイヨウのうた』）